# Handbal Brugge
Handbal Brugge is een Belgische handbalvereniging uit de stad Brugge.
De club werd in 1999 opgericht en is aangesloten met stamnummer 415.
Na enkele jaren in de regionale reeks te hebben gespeeld, kwam de herenploeg, na promoties en een hervorming van de Belgische handbalcompetitie, in de Liga-reeksen uit.
Ook de damesploeg speelt momenteel in de Liga-reeksen, na enkele jaren in de regionale reeks te hebben gespeeld.
De club heeft ook een eigen jeugdwerking.
De eerste ploeg bij de heren werd in 2018-2019 kampioen in Liga 3.